# Futari wa Pretty Cure
Futari wa Pretty Cure (ふたりはプリキュア, Futari wa Purikyua), coneguda simplement com a Pretty Cure fora del Japó, és una sèrie de televisió d'anime japonesa de gènere magical girl produïda per Toei Animation i emesa a ANN durant 96 episodis. Aquesta sèrie s'emmarca dins una franquícia anomenada Pretty Cure, creada per Izumi Todo. La història se centra al voltant d'un duet d'estudiants de secundària capaces de transformar-se en les "protectores de la llum" titulars conegudes com Pretty Cure.
La primera temporada, dirigida per Daisuke Nishio, es va emetre entre l'1 de febrer de 2004 i el 30 de gener de 2005. Una segona temporada anomenada Futari wa Pretty Cure Max Heart es va emetre al Japó entre el 6 de febrer de 2005 i el 29 de gener de 2006.

## Argument
Futari wa Pretty Cure gira al voltant de dues noies, la Nagisa Misumi i la Honoka Yukishiro, que un dia es troben amb Mipple i Mepple del Jardí de la Llum, que els donen el poder de transformar-se en emissàries de la llum; Cure Black i Cure White, per lluitar contra les forces de la Zona Fosca: una dimensió del mal que ha envaït el Jardí de la Llum i ara està a punt de fer el mateix amb el Jardí de l'Arc de Sant Martí, la Terra. Les Cure busquen les Pedres Prisma, col·locant-les en un dispositiu en forma de cor conegut com Prism Hopish, protegit pel Guardià, la Saviesa. Un cop han descobert totes les Pedres Prisma, el seu poder les porta al Jardí de la Llum i repara la major part del dany causat per la Zona Fosca. Més endavant a la sèrie, Porun, el Príncep del Jardí de la Llum, concedeix al duo Pretty Cure l'ús de les seves polseres de l'arc de Sant Martí després de derrotar el Rei Fosc.

## Episodis

### Temporada 1: Futari wa Pretty Cure
1. Nosaltres ens hem de transformar? Sí, home! (私たちが変身！？ありえない！)
2. Doneu-nos un respir! La foscor envaeix la ciutat (カンベンして！闇に狙われた街)
3. Compte amb el guapo professor en pràctiques! (イケてる実習生に気をつけろ！)
4. Un museu vivent. Un miracle! (ミラクル！？生きている美術館)
5. Això es posa lleig! Pisard desesperat (マジヤバ！捨て身のピーサード)
6. Una nova amenaça! L'os salvatge dels boscos (新たな闇！危険な森のクマさん)
7. Acomiada't del Lacross! El delicat cor femení (熱闘ラクロス！乙女心は超ビミョー！)
8. Les Pretty Cure se separen. Tan aviat? (プリキュア解散！ぶっちゃけ早すぎ！？)
9. Cal recuperar-lo! Operació Mepú-Mipú (取り返せ！メポメポ大作戦)
10. Honoka, psicòloga? Un meravellós aniversari (ほのか炸裂！素敵な誕生日)
11. Hem de salvar a Ryoka! El terror de Gekidrago (亮太を救え！ゲキドラーゴ・パニック)
12. Poisonee, la flor del mal. Qui és ella? (悪の華・ポイズニー参上！って誰？)
13. Compte! Un noi nou al col·legi (ご用心！年下の転校生)
14. Són autèntiques? Les aspirants a Pretty Cure (ウソホント！？ニセプリキュア大暴れ)
15. Unes vacances molt perilloses (メッチャ危ない家族旅行)
16. Quin estrès! No és fàcil ser superestrella (ストレス全開！マドンナはつらいよ)
17. Captura el seu cor! El bon treball de granja (ハートをゲット！トキメキ農作業)
18. Cors que palpiten! Arriben els exàmens (ドキドキ！中間テストは恋の迷宮)
19. Que terrorífic! El guerrer definitiu (こわすぎ！ドツクゾーン最後の切り札)
20. Quina és l'autèntica? Les dues Honokes (どっちが本物？ふたりのほのか)
21. La veritat sobre Kirya. És de la Zona Dotsuku? (衝撃デート！キリヤの真実)
22. No pot ser! Chutaro ha tingut un fill? (ウッソー！忠太郎ママになる！？)
23. La batalla final contra Illkubo (1a Part) (決戦！プリキュア対イルクーボ 一)
24. La batalla final contra Illkubo (2a Part) (決戦！プリキュア対イルクーボ 二)
25. Veniu al jardí de la llum, popú! Nosaltres? (いざ光の園へポポ！私たちも！？)
26. Adéu a Mepple i a Mipple? Oh no! (さよならメップルミップル！？やだー！)
27. Un nou mal apareix. Cal protegir el Porun! (新たな闇が迫る！迷子のポルンを救え)
28. Regine es desperta? Si us plau, no vinguis! (レギーネ登場！ってもう来ないで！)
29. Un festival mullat! La tempesta terrorífica! (嵐の夏祭り！カミナリ様は超コワイ！？)
30. La tempesta de l'arc de Pretty Cure (炸裂！ プリキュアレインボーストーム)
31. Que s'ha anat de casa? Porun, on ets? (マジ家出？ ポルンはいったいどこー！？)
32. Anima a Porun! El gran carnaval (ポルンを励ませ! とっておきのカーニバル)
33. Victòria! El camí de la llum amarra els cors (Vゲット！ 心でつなげ光のパスライン！！)
34. Corre Nagisa! L'ardent cursa de relleus (なぎさぶっちぎり！ 炎のガチンコリレー)
35. Això és una cita? L'aniversari caòtic (これってデート？怒涛のハッピーバースデー)
36. El guardià de les pedres s'escapa (自由を掴め！ 番人決死の大脱走)
37. Primera posada en escena! No us rendiu! (いざ初舞台！！ 負けるなロミオとジュリエット)
38. Anem amb ganes! El gran pla de Ryota (ガッツでGO！ 亮太のお使い大作戦)
39. Llàgrimes! Suor! Quin escàndol al casament! (涙キラ！ 汗がタラ！ 結婚式は大騒動！！)
40. El món de somnis?! Viatge nocturn de la foscor (夢の世界へご招待！？ 一泊二日闇の旅)
41. No perdrem! Destrueix el poder de la foscor! (負けないってばー！！闇の力をぶっとばせ！)
42. Quins tremolors! Els sentiments arriben a Fuji-P (激揺れまくり！藤P先輩に届けこの想い)
43. El fort lligam entre Nagisa i Honoka (二人はひとつ！なぎさとほのか最強の絆)
44. El blanc Nadal de Nagisa. Que bé! (最高ハッピー！？なぎさのホワイトクリスマス)
45. Canteu flors de cirerer! Els coralls donen el valor (歌えさくら組！合唱は勇気を乗せて)
46. Què han robat el poder de les pedres?! (サイアク～！石の力が奪われた～！？)
47. Apareix el guerrer més poderós? Impossible! (最強戦士登場！っても～ありえない！！)
48. El darrer dia de les Pretty Cure (史上最大の決戦！プリキュア最後の日！！)
49. Creu en el futur! No diguis mai adéu! (未来を信じて！明日を信じて！さよならなんて言わせない！！)

### Temporada 2: Futari wa Pretty Cure Max Heart
1. Encara seguim sent les Pretty Cure! (やっぱりふたりはプリッキュア～！伝説は続くよどこまでも！)
2. La misteriosa Lluna Nova? Què és això?! (新入生は摩訶不思議！？はっきり言って謎だらけ)
3. Aquest és el destí? Porun i Hikari es troben! (これって運命？ポルンとひかり接近遭遇！！)
4. No van soles! Dues premonicions es fan una (独りじゃない！二つの気持ちが重なる予感)
5. Una nova aparició: S'anomena Shiny Lluminosa! (颯爽登場！その名はシャイニールミナス！)
6. L'encanteri de llum és molt perillós! (気をつけて！ひかりのお使い危険がいっぱい)
7. Treballa Nagisa! El poder de les tasques de casa (ファイトだなぎさ！家事で火事場の馬鹿力)
8. Tots els vincles ens lliguen a Hikari (悩みぶっ飛び！ひかりを結ぶみんなの絆)
9. Compte! El dia més important de l'Honoka (邪魔させない！ほのかの一番大切な日)
10. Gairebé al pànic! Una excursió dolça i perillosa (パニック寸前！甘くて危険な見学実習)
11. Grans problemes! Un contraatac uneix els cors! (大ピンチ！ハートをつないで一発逆転！！)
12. Benvinguts al cafè de les terres altes (商売繁盛！高原のカフェへいらっしゃい)
13. La gran batalla de Nagisa amb la seva mare! (なぎさ親子で大バトル？母のココロ子知らず！？)
14. La Nagisa oneja la bandera de la victòria (藤Ｐ先輩ガンバ！なぎさ気合いの応援旗)
15. Els anhels companys són grans amics? (憧れの先輩は大親友！？)
16. La Nagisa afortunada amb el color de la sort! (なぎさノリノリ！ラッキーカラーで絶好調！！)
17. Què puc fer? Honoka pateix al club de ciències! (どうする！？悩めるほのかの研究発表会)
18. Anem al camp! Que comptem amb el papa? (キャンプだホイ！頼りになるのはお父さん！？)
19. La Hikari està preocupada: La Nagisa es muda? (ひかり困った！なぎさが転校ありえない！！)
20. La història de l'hàmster de la Rina (ナミダのお別れ！？莉奈のポンポコ物語)
21. Què passarà? Una trobada prohibida (ど～なる?　ど～する!?　禁じられた出会い)
22. El terrible Valdés! Les Pretty Cure acorralades (恐怖のバルデス!　追いつめられたプリキュア)
23. L'esperança ens dona un nou poder! (闇の力をはね返せ！希望がくれた新たな力！！)
24. Una batalla entre la Nagisa i la Yuka!(青春全開！友華先輩となぎさの頂上決戦！！)
25. Un dia d'estiu de Hikari. Els records de Sanae (ひかりの夏の日さなえの思い出)
26. No et rendeixis Nagisa! Tots patim en créixer! (負けるななぎさ！みんな悩んで大きくなった！)
27. Acaba els deures! Peres, tempesta i Zakenna! (残った宿題片付けろ! 梨と嵐とザケンナー!!)
28. Pànic a Verone! Atrapa el fantasma entremaliat (ベローネパニック！わんぱく王女のお化け退治)
29. De veritat? Porun fa de cangur! (ウソマジホント？ポルンの子守り大作戦！)
30. El poder de la llum prepara el futur (頑張れルルン！未来を紡ぐ光の力！！)
31. Valdés viu! Treballar en equip ens dona victòria (バルデス復活！チームワークでギリギリ突破！！)
32. El somriure és el més valuós d'aquest món! (闇から守れ! この世で一番大事な笑顔!!)
33. El tempestuós aniversari de la Nagisa (勇気を出して！なぎさ波乱のバースデー！！)
34. Zakenna va a l'excursió?! (1a Part) (旅だ仲間だ！修学旅行だザケンナー！？ 一)
35. Zakenna va a l'excursió?! (2a Part) (旅だ仲間だ！修学旅行だザケンナー！？ 二)
36. La gran aventura de Porun i Lulun (おうちに帰して～！ポルンとルルンの大冒険)
37. La gran obra mestra de la Shiho (なぎさ飛ぶ! ほのか舞う! 志穂全力の大舞台!)
38. Adéu Honoka?! El llaç és fort i etern! (さよならほのか！？絆は固く永遠に！)
39. La joventut i la batalla decisiva amb Lacross! (燃え尽きろ！青春ラクロス決勝戦！！)
40. La Nagisa i en Ryota a tota marxa! (ふたりは最高！全開バリバリなぎさと亮太！！)
41. Dona-li la teva força interior! (気迫で渡せ！ちょこっと勇気のプレゼント！！)
42. Gran problema amb la caiguda sobre patins! (銀盤の恋人たち？滑って転んで大ピンチ！)
43. Classes especials de Zakennes? (最後の冬休み！特別授業だザケンナー！？)
44. El dia sense la Hikari, el dia de buscar un demà (ひかりが消えた日　明日を探す日！)
45. Foscor infinita, llum eterna (無限の闇 永遠の光)
46. El màxim poder dels guerrers foscos! (捨て身の総攻撃！闇の戦士マックスパワー！！)
47. Obre la porta! La història comença aquí (扉を開けて！ここから始まる物語)
48. La pel·lícula (映画 ふたりはプリキュア ー マックスハート) (1a pel·lícula de Futari wa Pretty Cure Max Heart)
49. Amics del cel nevat (映画 ふたりはプリキュア ー マックスハート) (2a pel·lícula de Futari wa Pretty Cure Max Heart)